# Cementiri Municipal de la Pobla de Montornès
El Cementiri Municipal de la Pobla de Montornès és una obra de la Pobla de Montornès (Tarragonès) protegida com a Bé Cultural d'Interès Local.

## Descripció
Es tracta d'un cementiri de tipologia tradicional del segle xix, inclosa la capella.
Mausoleu amb escultura d'Àngel, panteó d'Eusebi Mercader.